# Đại quyết đấu (phim 1971)
Đại quyết đấu, còn được biết đến với tên The Duel, hay Duel of the Iron Fist, là phim thuộc thể loại võ thuật, hành động do Trương Triệt đạo diễn với sự tham gia diễn xuất của các ngôi sao nổi tiếng nhưː Địch Long, Uông Bình, Lư Tuệ và Khương Đại Vệ.

## Nội dung
Đường Nhân Kiệt (Địch Long) và anh trai là Đường Nhân Lân (Cốc Phong) là những người làm việc trong tổ chức xã hội đen mà người đứng đầu là Ông Thẩm Thiên Hồng (Dương Chí Khanh). Đường Nhân Kiệt được ông Thẩm nhận làm con nuôi. Ông Thẩm dính líu trong 1 vụ thanh toán với một ban phái thù địch mà đứng đầu là Lưu Thủ Nghi (Hạ Tân) khi cả hai đều bị giết. Kiệt sau đó đứng ra nhận tội thay cho anh trai Lân và Can Văn Tân (Xuyên Nguyên),phải chạy trốn đến Giang Nam.
Tuy nhiên, tên Can Văn Tân liên tiếp tìm cách hãm hại Kiệt cùng lúc đó hắn chiếm đoạt tất cả tài sản của ông Thẩm và đuổi Lân đi. Với sự giúp đỡ của Tiền Nam Lãng Tử (Khương Đại Vệ), Kiệt cuối cùng đã giết được tên Can Văn Tân, nhưng sau đó 2 người họ cũng chết sau trận quyết đấu.

## Diễn viên và vai diễn
- Địch Long vai Đường Nhân Kiệt
- Uông Bình vai Hồ Điệp
- Lư Tuệ vai A Thủ
- Khương Đại Vệ vai Tiền Nam Lãng Tử
- Xuyên Nguyên vai Can Văn Tân
- Dương Chí Khanh vai Thẩm Thiên Hồng
- Cốc Phong vai Đường Nhân Lân
- Trịnh Khang Nghiệp vai Tiểu Mao
- Hạ Huệ vai Linh Tử, cô gái làm trong nhà máy
- Hạ Tân vai Lưu Thủ Nghi
- Vương Thanh Hà vai Triệu Hải Sơn
- Hung Lau vai Thiệu Lý
- Lý Doãn Trung vai Thượng nghị sĩ Phùng
- Vương Quang Dụ vai Lưu Tùng
- Lưu Cương vai Lâm Tiến Vũ
- Triệu Hùng vai Kim Lão Tam
- Yau Ming vai Tiểu Bảo
- Lam Vĩ Liệt vai ông chủ bến tàu
- Jason Pai vai tay sai của Lưu Thủ Nghi
- Chin Chun vai Lao Liu
- Bruce Tong vai A San
- Liu Wai vai ông chủ tiệm xăm hình
- Yip Po-kam vai nữ công nhân nhà máy
- Poon Oi-lun vai nữ công nhân nhà máy
- Kuo Pei vai nữ công nhân nhà máy
- Kuo Yi vai nữ công nhân nhà máy
- Trần Tinh vai tay sai của Can Văn Tân
- Trịnh Lôi vai tay sai của Can Văn Tân
- Vương Chung vai tay sai của Can Văn Tân
- Cliff Lok vai tay sai của Can Văn Tân
- Wu Chi-chin vai tay sai của Can Văn Tân
- Pao Chia-wen vai tay sai của Can Văn Tân
- Yeung Pak-chan vai tay sai của Can Văn Tân
- Lai Yan vai tay sai của Can Văn Tân
- Yeung Chen-sing vai tay sai của Can Văn Tân
- Wong Pau-kei vai tay sai của Can Văn Tân, kẻ tra tấn Kiệt
- Vương Thanh vai tay sai của Can Văn Tân, kẻ tra tấn Kiệt
- Tang Cheung vai tay sai của Can Văn Tân, kẻ muốn giết Kiệt trên tàu hỏa
- Yuen Woo-ping vai tay sai của Can Văn Tân, kẻ mở đèn
- Wong Mei vai tay sai của Lưu Thủ Nghi
- Tung Coi-bo vai tay sai của Lưu Thủ Nghi
- Yeung Wai vai tay sai của Lưu Thủ Nghi
- Chan Bo vai tay sai của Lưu Thủ Nghi
- Trần Quan Thái vai tay sai của Lưu Thủ Nghi
- Yuen Shun-yi vai tay sai của Lưu Thủ Nghi
- Ho Bo-singvai tay sai của Lưu Thủ Nghi
- Chui Fat vai tên côn đồ trên đường phố
- Law Keung vai tên côn đồ trên đường phố
- Danny Chow vai tên côn đồ trên đường phố
- Tang Tak-cheung vai tên côn đồ trên đường phố
- Yuen Cheung-yan vai tay sai của Kim Lão Tam
- Ho Pak-kwong vai nhân viên của sòng bạc
- Ko Hung vai tên côn đồ của sòng bạc
- Lau Chung-fai vai tên côn đồ của sòng bạc
- Lee Siu-wai vai tên côn đồ của sòng bạc
- Tsang Cho-lam vai nhân viên của Brothel
- Cheung Sek-au vai nhân viên của Brothe
- Ko Chiu vai quản đốc của nhà máy
- Yen Shi-kwan vai kẻ bị giết 4 lần
- Tam Ying vai người hành khất
- Ting Hon vai tay sai của Lưu Thủ Nghi
- Cheung Chi-ping vai tay sai của Can Văn Tân
- Fung Hap-so vai tay sai của Can Văn Tân
- Ng Yuen-fan vai tay sai của Can Văn Tân
- Chik Ngai-hung vai tay sai của Can Văn Tân
- Hsu Hsia vai tay sai của Can Văn Tân
- Wan Ling-kwong vai tay sai của Can Văn Tân
- Fung Hak-on vai tay sai của Can Văn Tân
- Chan Siu-kai vai tay sai của Can Văn Tân
- Lee Chiu vai tay sai của Can Văn Tân
- Tam Wing-kit vai tay sai của Can Văn Tân
- Lei Lung vai tay sai của Can Văn Tân
- La Ngôi vai tay sai của Can Văn Tân
- Huang Ha
- Yeung Chak-lam
- Chan Sing-tong
- Lau Kar-wing

## Đón nhận

### Giới phê bình
Phim nhận được những phản hồi tích cực từ giới phê bình quốc tế. Glenn Heath Jr., phóng viên của tạp chí Slant Magazine đã bầu chọn phim ở mức 3.5 trên 5 sao và viết về Đại quyết đấu ː"Nội dung phim xoay quanh những trận chiến đấu, nhưng ý nghĩa của trận quyết đấu cuối cùng vô cùng nhân văn, và rất sâu sắc, đề cao quan điểm về chính trị.". Tờ City on Fire bình chọn phim ở thang điểm 8.5 trên 10 điểm và bình luậnː Đại quyết đấu miêu tả về câu chuyện phim hành động có nút thắt mở, một dự án được đầu tư kinh phí lớn, nhưng không hề gây thất vọng. Đó là một minh chứng hoàn hảo cho sự tài tính khéo léo của đạo diễn Trương Triệt. Đây cũng là 1 trong những phim mà Địch Long và Khương Đại Vệ có màn trình diễn ăn ý nhất trên màn ảnh.". Phóng viên Ian Jane của tờ DVD Talk đã bầu chọn đến 4/5 sao cho bộ phim, tác giả không tiếc lời khen ngợi cho những cảnh hành động trong phim, nội dung phim thú vị và lôi cuốn cùng với màn trình diễn vô cùng tuyệt vời của Địch Long và Khương Đại Vệ.

### Doanh thu phòng vé
Phim đạt tổng doanh thu là 1,375,619.20 đô la Hồng Kông tại các rạp chiếu phim tại Hồng Kông trong thời gian nó được công chiếu từ ngày 21 tháng 4 đến ngày 6 tháng 5 năm 1971 tại Hong Kong. Một con số khủng tại thời điểm đó.